# Dinšo
Dinšo je vas v osrednji Etiopiji v osrčju gorovja Bale na nadmorski višini 3207 m. Sedež Narodnega parka Bale se nahaja nekaj kilometrov izven vasi, skupaj s kočo v skandinavskem slogu, zgrajeno v zgodnjih 90. letih 20. stoletja.